# المحرث (إب)
المحرث هي إحدى قرى الجمهورية اليمنية. وهي تتبع جغرافيًا لمحافظة إب. وإداريًا لمديرية المخادر. يبلغ تعداد سكانها 2483 نسمة حسب الإحصاء الذي جرى عام 2004.